# Ciply
Ciply är en ort i Belgien. Den ligger i provinsen Hainaut och regionen Vallonien, i den centrala delen av landet, 60 km sydväst om huvudstaden Bryssel. Ciply ligger 50 meter över havet och antalet invånare är 662.
Terrängen runt Ciply är platt. Runt Ciply är det ganska tätbefolkat, med 116 invånare per kvadratkilometer.. Närmaste större samhälle är Mons, 4,0 km norr om Ciply. 
Trakten runt Ciply består till största delen av jordbruksmark.